# Caspar Memering
Caspar Memering (* 1. června 1953 Bockhorst) je bývalý německý fotbalista, který reprezentoval Západní Německo. Nastupoval povětšinou na postu záložníka.
Se západoněmeckou reprezentací vyhrál mistrovství Evropy 1980, na závěrečném turnaji nastoupil k jednomu zápasu.. V národním týmu odehrál 3 utkání.
S Hamburger SV vyhrál Pohár vítězů pohárů 1976/77.
S hamburským týmem se stal též dvakrát mistrem Německa (1978/79, 1981/82) a získal německý pohár (1975/76). S Girondins Bordeaux se stal mistrem Francie (1983/84).